# Olga Fjodorowna Krischtop
Olga Fjodorowna Krischtop (russisch Ольга Фёдоровна Криштоп, engl. Transkription Olga Fyodorovna Krishtop; * 8. Oktober 1957 in Nowosibirsk, RFSR, Sowjetunion) ist eine ehemalige russische Leichtathletin, die sich auf das Gehen spezialisiert hat. 1987 siegte sie bei den ersten Hallenweltmeisterschaften in Indianapolis über 3000 Meter.

## Sportliche Laufbahn
Erste internationale Erfahrungen sammelte Olga Krischtop 1987 bei den erstmals ausgetragenen Hallenweltmeisterschaften in Indianapolis in 12:05,49 min über 3000 m. Im Mai siegte sie beim IAAF World Racing Cup in New York City in 43:22 min über 10 km und startete dann über diese Distanz im August bei den Weltmeisterschaften in Rom und wurde dort disqualifiziert. Bereits 1984 stellte sie einen Weltrekord über 10 km Gehen auf, der bis 1986 Bestand hatte und im Mai 1987 stellte sie für wenige Tage erneut einen Weltrekord auf. 1990 erreichte sie bei den Halleneuropameisterschaften in Glasgow das Finale über 3000 Meter, wurde aber auch dort disqualifiziert.